# Thomas Stahr
Thomas Stahr (* 1960 in Eitorf) ist ein deutscher Bassist und Komponist, „der sowohl im Bereich der Klassik als auch des Jazz Kompetenz beweist.“

## Leben und Wirken
Thomas Stahr begann mit 14 Jahren zuerst E-Bass und kurze Zeit später Kontrabass zu spielen. Er studierte klassischen Kontrabass an der Musikhochschule Köln, u. a. bei Wolfgang Güttler. Die künstlerische Reifeprüfung legte er 1986 „mit Auszeichnung“ ab, 1989 folgte sein Konzertexamen.
Zwischen 1987 und 1991 war Stahr Dozent für E-Bass und Jazz-Kontrabass an der Rheinischen Musikschule in Köln. Seit 1991 gehört er dem Gewandhausorchester an. Er lebt in Leipzig.
Stahr wirkte in mehreren Big Bands mit, der German Philharmonic Big Band, Köln Big Band, Leipzig Big Band und dem LeipJAZZig-Orkester unter der Leitung von Stephan König. Seit 1998 arbeitete er im New Leipzig Jazztrio mit Wolfram Dix und Sängerin Sabine Helmbold, mit dem er 2000 eine CD veröffentlichte und 2002 auch in Tunesien auftrat. Er trat unter anderem mit Nigel Kennedy, Ron Williams, Thomas Freitag und Jiggs Wigham auf.
Stahr spielt im König-Trio mit Stephan König am Klavier und Wieland Götze am Schlagzeug; in diesem Trio legte er mit Martin Petzold das Album Bach in Jazz (Rondeau, 2012) vor. 2022 erschienen seine Soloalben Thomas Stahr Bass Colours und Bassy X-Mas. Er ist auch auf Alben mit Claude Chalhoub zu hören.
Weiterhin ist Stahr Lehrbeauftragter für E-Bass und Jazz-Kontrabass an der Hochschule für Musik und Theater „Felix Mendelssohn Bartholdy“ Leipzig.